# Finanziamento illecito ai partiti
La locuzione finanziamento illecito ai partiti individua un reato previsto dalla Legge 2 maggio 1974, n. 195, articolo 7, in materia di "Contributo dello Stato al finanziamento dei partiti politici". Il reato consiste in quelle forme di finanziamento ai partiti politici che violano quanto previsto dalla legge.

## Descrizione
Il finanziamento illecito ai partiti consiste in quelle forme di finanziamento ai partiti che violano quanto previsto dalla Legge 2 maggio 1974, n. 195, articolo 7, in materia di "Contributo dello Stato al finanziamento dei partiti politici." (anche chiamata Legge Piccoli) che vieta i finanziamenti ai partiti da parte di:
- organi della pubblica amministrazione;
- enti pubblici;
- società con partecipazione di capitale pubblico superiore al 20% oppure società con partecipazione di capitale pubblico inferiore al 20% ma in cui la partecipazione assicuri comunque al soggetto pubblico il controllo;
- società senza partecipazione di capitale pubblico che effettuino finanziamenti senza che siano stati deliberati dall'organo sociale competente e regolarmente iscritti in bilancio.

Le pene prevedono la reclusione da 6 mesi a 4 anni e una multa fino al triplo delle somme versate.

### Proposte di modifica
La dichiarazione pubblica, resa da tutti i magistrati del pool milanese che si occupava dell'inchiesta Mani pulite, fu il primo atto di denuncia di un possibile tentativo di depenalizzazione del finanziamento illecito di partiti: lo si individuò nel decreto-legge firmato dal ministro Conso - recependo quanto approvato dalla Commissione affari costituzionali del Senato sul finanziamento dei partiti - ed approvato il 5 marzo 1993 dal governo Amato, ma di cui poi il presidente della Repubblica Scalfaro rifiutò la firma: il testo fu ribattezzato il "colpo di spugna" cioè un tentativo di fermare le inchieste in corso.
Il 25 luglio 2013 il Pdl depositò alla Camera dei deputati un emendamento al disegno di legge "del fare" del Governo Letta. Nella norma il Popolo della Libertà proponeva di depenalizzare il reato, cancellando i 4 anni di pena per il finanziamento illecito ai partiti e sostituendoli con una sanzione amministrativa pecuniaria pari al triplo. L'articolo 10-bis che compariva nell'emendamento, se fosse passato a Montecitorio, avrebbe rimpiazzato il terzo comma dell'articolo 7 della legge 195 del 1974 e avrebbe fatto cadere il terzo pilastro, dopo concussione e falso in bilancio, che aveva reso possibile l'inchiesta di Mani pulite. L'emendamento non fu approvato.
Un nuovo allarme fu lanciato nel 2016 sulla ricaduta delle nuove norme che impattano sulla trasparenza dei finanziamenti ai partiti: si è lamentato che esse facciano venire meno la bilateralità donante/donatario nella dichiarazione alla Presidenza della Camera, anche se "la legge 659 del 1981, sempre in vigore, impone le “dichiarazioni congiunte” da inviare a Montecitorio".